# 1948年ロンドンオリンピックのオーストリア選手団
1948年ロンドンオリンピックのオーストリア選手団（1948ねんロンドンオリンピックのオーストリアせんしゅだん）は、1948年7月29日から8月14日にかけてイギリスの首都ロンドンで開催された1948年ロンドンオリンピックのオーストリア選手団、およびその競技結果。

## 概要
今大会は金メダル1個、銅メダル3個、合計4個のメダルを獲得した。

## メダル
| メダル | 選手名             | 競技 | 種目       |
| ------ | ------------------ | ---- | ---------- |
| 金     | ヘルマ・バウマ     | 陸上 | 女子やり投 |
| 銅     | イナ・シェーファー | 陸上 | 女子砲丸投 |